# Mannschaftskader der Primera División (Schach) 1977
Die Liste der Mannschaftskader der Primera División (Schach) 1977 enthält alle Spieler, die in der spanischen Primera División im Schach 1977 mindestens eine Partie spielten, mit ihren Einzelergebnissen.

## Allgemeines
Während CA Caja Insular de Ahorros in allen Wettkämpfen die gleichen vier Spieler einsetzte, spielten bei CE Espanyol Barcelona acht Spieler mindestens eine Partie. Insgesamt kamen 56 Spieler zum Einsatz, von denen 22 an allen Wettkämpfen teilnahmen.
Punktbeste Spieler waren Óscar Humberto Castro Rojas (CE Olot) und Bent Larsen (CA Caja Insular de Ahorros) mit je 7,5 Punkten, wobei Castro Rojas acht Partien spielte, Larsen neun. Je 6,5 Punkte aus 9 Partien erreichten Xavier Mateu i Palau (CE Terrassa) und Fernando Visier Segovia (CA Caja Insular de Ahorros). Kein Spieler erreichte 100 %, das prozentual beste Ergebnis gelang ebenfalls Castro Rojas.

## Legende
Die nachstehenden Tabellen enthalten folgende Informationen:
- Nr.: Ranglistennummer
- Titel: FIDE-Titel; GM = Großmeister, IM = Internationaler Meister
- Land: Verbandszugehörigkeit gemäß Elo-Liste von Januar 1977; ARG = Argentinien, COL = Kolumbien, DEN = Dänemark, ESP = Spanien, POR = Portugal
- Elo: Elo-Zahl in der Elo-Liste von Januar 1977
- G: Anzahl Gewinnpartien
- R: Anzahl Remispartien
- V: Anzahl Verlustpartien
- Pkt.: Anzahl der erreichten Punkte
- Partien: Anzahl der gespielten Partien

## CA Caja Insular de Ahorros
| Nr. | Titel | Name                     | Land | Elo  | G | R | V | Pkt. | Partien |
| --- | ----- | ------------------------ | ---- | ---- | - | - | - | ---- | ------- |
| 1   | GM    | Bent Larsen              | DEN  | 2615 | 7 | 1 | 1 | 7,5  | 9       |
| 2   |       | José Miguel Fraguela Gil | ESP  | 2310 | 3 | 4 | 2 | 5    | 9       |
| 3   |       | Fernando Visier Segovia  | ESP  | 2355 | 4 | 5 | 0 | 6,5  | 9       |
| 4   |       | José García Padrón       | ESP  | 2425 | 3 | 5 | 1 | 5,5  | 9       |

## CE Terrassa
| Nr. | Titel | Name                 | Land | Elo | G | R | V | Pkt. | Partien |
| --- | ----- | -------------------- | ---- | --- | - | - | - | ---- | ------- |
| 1   |       | Juan Pomés Marcet    | ESP  |     | 2 | 6 | 1 | 5    | 9       |
| 2   |       | Joan Mora Amella     | ESP  |     | 4 | 3 | 2 | 5,5  | 9       |
| 3   |       | Emili Simón Padrós   | ESP  |     | 3 | 3 | 1 | 4,5  | 7       |
| 4   |       | Francisco Puig Nadal | ESP  |     | 0 | 2 | 0 | 1    | 2       |
| 5   |       | Xavier Mateu i Palau | ESP  |     | 5 | 3 | 1 | 6,5  | 9       |

## CE Olot
| Nr. | Titel | Name                        | Land | Elo  | G | R | V | Pkt. | Partien |
| --- | ----- | --------------------------- | ---- | ---- | - | - | - | ---- | ------- |
| 1   | IM    | Antonio Medina García       | ESP  | 2345 | 4 | 3 | 2 | 5,5  | 9       |
| 2   | IM    | Óscar Humberto Castro Rojas | COL  | 2410 | 7 | 1 | 0 | 7,5  | 8       |
| 3   |       | João Cordovil               | POR  | 2300 | 0 | 0 | 1 | 0    | 1       |
| 4   |       | Rafael González Maza        | ESP  | 2340 | 3 | 1 | 3 | 3,5  | 7       |
| 5   |       | Josep Albert Poyato Sala    | ESP  |      | 1 | 5 | 0 | 3,5  | 6       |
| 6   |       | Robert Ferrán Biosca        | ESP  |      | 2 | 0 | 3 | 2    | 5       |

## UGA Barcelona
| Nr. | Titel | Name                               | Land | Elo  | G | R | V | Pkt. | Partien |
| --- | ----- | ---------------------------------- | ---- | ---- | - | - | - | ---- | ------- |
| 1   | GM    | Arturo Pomar Salamanca             | ESP  | 2450 | 1 | 8 | 0 | 5    | 9       |
| 2   |       | Francisco Javier Ochoa de Echagüen | ESP  | 2360 | 3 | 6 | 0 | 6    | 9       |
| 3   |       | Guillermo Buxadé Roca              | ESP  |      | 1 | 7 | 1 | 4,5  | 9       |
| 4   |       | Jordi To-Figueras                  | ESP  |      | 0 | 4 | 1 | 2    | 5       |
| 5   |       | Joaquim Salvany Rius               | ESP  |      | 0 | 2 | 2 | 1    | 4       |

## CA Schweppes Madrid
| Nr. | Titel | Name                         | Land | Elo  | G | R | V | Pkt. | Partien |
| --- | ----- | ---------------------------- | ---- | ---- | - | - | - | ---- | ------- |
| 1   | IM    | Ricardo Calvo Mínguez        | ESP  | 2465 | 0 | 0 | 1 | 0    | 1       |
| 2   |       | Francisco Javier Sanz Alonso | ESP  | 2350 | 0 | 9 | 0 | 4,5  | 9       |
| 3   |       | Eduardo Franco Raymundo      | ESP  |      | 2 | 4 | 3 | 4    | 9       |
| 4   |       | Hugo Rubio Purriños          | ESP  |      | 3 | 4 | 2 | 5    | 9       |
| 5   |       | Enrique Indeguy González     | ESP  |      | 2 | 3 | 0 | 3,5  | 5       |
| 6   |       | Reglero                      | ESP  |      | 0 | 3 | 0 | 1,5  | 3       |

## CA Maspalomas
| Nr. | Titel | Name                      | Land | Elo  | G | R | V | Pkt. | Partien |
| --- | ----- | ------------------------- | ---- | ---- | - | - | - | ---- | ------- |
| 1   |       | Roberto Debarnot          | ARG  | 2405 | 0 | 6 | 2 | 3    | 8       |
| 2   |       | Jaime Anguera Maestro     | ESP  |      | 3 | 4 | 2 | 5    | 9       |
| 3   |       | Juan Pedro Domínguez Sanz | ESP  | 2285 | 0 | 6 | 3 | 3    | 9       |
| 4   |       | Octavio Pérez Montesdeoca | ESP  |      | 3 | 4 | 2 | 5    | 9       |
| 5   |       | Hernández                 | ESP  |      | 0 | 1 | 0 | 0,5  | 1       |

## Asociación Barcinona
| Nr. | Titel | Name                   | Land | Elo  | G | R | V | Pkt. | Partien |
| --- | ----- | ---------------------- | ---- | ---- | - | - | - | ---- | ------- |
| 1   |       | Gregorio García Conesa | ESP  | 2340 | 2 | 5 | 2 | 4,5  | 9       |
| 2   |       | Josep Garriga Nualart  | ESP  |      | 1 | 1 | 0 | 1,5  | 2       |
| 3   |       | Luís González Mestres  | ESP  |      | 2 | 4 | 2 | 4    | 8       |
| 4   |       | Lluís Coll Enriquez    | ESP  |      | 1 | 3 | 3 | 2,5  | 7       |
| 5   |       | Hernández              | ESP  |      | 1 | 3 | 3 | 2,5  | 7       |
| 6   |       | Josep Marcos Jaumot    | ESP  |      | 0 | 1 | 1 | 0,5  | 2       |
| 7   |       | Josep Batalla Batalla  | ESP  |      | 0 | 1 | 0 | 0,5  | 1       |

## CA Peña Rey Ardid Bilbao
| Nr. | Titel | Name                      | Land | Elo | G | R | V | Pkt. | Partien |
| --- | ----- | ------------------------- | ---- | --- | - | - | - | ---- | ------- |
| 1   |       | Pedro María Zabala Bilbao | ESP  |     | 2 | 4 | 3 | 4    | 9       |
| 2   |       | Juan Mario Gómez Esteban  | ESP  |     | 2 | 4 | 3 | 4    | 9       |
| 3   |       | Ignacio Guadalajara Urroz | ESP  |     | 2 | 4 | 2 | 4    | 8       |
| 4   |       | Luis Carnicero Rodríguez  | ESP  |     | 1 | 6 | 2 | 4    | 9       |
| 5   |       | Romero                    | ESP  |     | 0 | 0 | 1 | 0    | 1       |

## CA Condal Las Palmas
| Nr. | Titel | Name                   | Land | Elo  | G | R | V | Pkt. | Partien |
| --- | ----- | ---------------------- | ---- | ---- | - | - | - | ---- | ------- |
| 1   |       | Sergio Cabrera Guerra  | ESP  | 2215 | 2 | 2 | 1 | 3    | 5       |
| 2   |       | Pedro Lezcano Montalvo | ESP  |      | 1 | 2 | 5 | 2    | 8       |
| 3   |       | Juan García Padrón     | ESP  |      | 1 | 3 | 5 | 2,5  | 9       |
| 4   |       | Ricardo Moyano García  | ESP  |      | 2 | 2 | 4 | 3    | 8       |
| 5   |       | Ángel López Torné      | ESP  |      | 3 | 1 | 2 | 3,5  | 6       |

## CE Espanyol Barcelona
| Nr. | Titel | Name                              | Land | Elo | G | R | V | Pkt. | Partien |
| --- | ----- | --------------------------------- | ---- | --- | - | - | - | ---- | ------- |
| 1   |       | Román Bordell Rosell              | ESP  |     | 0 | 0 | 1 | 0    | 1       |
| 2   |       | Eduardo Pérez Gonsalves           | ESP  |     | 0 | 3 | 5 | 1,5  | 8       |
| 3   |       | Pedro Puig Pulido                 | ESP  |     | 0 | 1 | 4 | 0,5  | 5       |
| 4   |       | Francisco Ballbé Anglada          | ESP  |     | 0 | 1 | 1 | 0,5  | 2       |
| 5   |       | Francisco Javier Prada Bengoechea | ESP  |     | 1 | 4 | 2 | 3    | 7       |
| 6   |       | Francesc Xavier Plaza Varga       | ESP  |     | 0 | 0 | 1 | 0    | 1       |
| 7   |       | Sixto Fernández Enciso            | ESP  |     | 3 | 3 | 2 | 4,5  | 8       |
| 8   |       | Joan Segura Vila                  | ESP  |     | 1 | 1 | 2 | 1,5  | 4       |